# Rezerwat przyrody Klasztorne Modrzewie koło Dąbrówki Kościelnej
Rezerwat przyrody Klasztorne Modrzewie koło Dąbrówki Kościelnej – leśny rezerwat przyrody położony w gminie Murowana Goślina, powiecie poznańskim (województwo wielkopolskie). Rezerwat znajduje się na terenie Parku Krajobrazowego Puszcza Zielonka.
Powierzchnia: 6,19 ha (akt powołujący podawał 5,95 ha).
Został utworzony w 1962 roku w celu ochrony najstarszego w Wielkopolsce drzewostanu modrzewiowo-sosnowego wraz z dębem (Quercus sp.), bukiem (Fagus silvatica) i daglezją. Administracyjnie położony jest na terenie leśnictwa Dąbrówka (nadleśnictwo Łopuchówko) – oddziały 199A i 199B. Pierwsze piętro drzewostanu tworzy modrzew i sosna w wieku ponad 200 lat. Przeciętna wysokość najwyższych drzew to 38 metrów, a pierśnica ma 58 cm. Drugie piętro to dąb, buk i grab w wieku od 130 do 190 lat. Dziewięć modrzewi ma status drzew doborowych.
Obszar rezerwatu podlega ochronie ścisłej.

## Podstawa prawna
- Zarządzenie Ministra Leśnictwa i Przemysłu Drzewnego z dnia 14 września 1962 r. w sprawie uznania za rezerwat przyrody (M. P. z 1962 r. Nr 81, Poz. 381)
- Obwieszczenie Wojewody Wielkopolskiego z dn. 4.10.2001 r. w sprawie ogłoszenia wykazu rezerwatów przyrody utworzonych do dn. 31.12.1998 r.
- Zarządzenie Nr 5/11 Regionalnego Dyrektora Ochrony Środowiska w Poznaniu z dnia 8 marca 2011 r. w sprawie rezerwatu przyrody „Klasztorne Modrzewie koło Dąbrówki Kościelnej”
zmienione przez: Zarządzenie Regionalnego Dyrektora Ochrony Środowiska w Poznaniu z dnia 14 czerwca 2017 r. zmieniające zarządzenie w sprawie rezerwatu przyrody „Klasztorne Modrzewie koło Dąbrówki Kościelnej”

## Dojście
- od Traktu Bednarskiego – szlakiem niebieskim z Zielonki lub Tuczna,
- Wilczym szlakiem (końskim) z Głęboczka lub Stęszewka.